# Der Jubiläumspreis
Der Jubiläumspreis ist ein Kriminalfilm von 1917 der Stummfilmreihe Tom Shark.

## Handlung
Tom Shark schließt aus kleinen Indizien auf die Täterin. 

## Hintergrund
Produziert wurde der Film von der Decla-Film-Gesellschaft Holz & Co (Nr. 31). Er hatte eine Länge von vier Akten auf 1248 Metern, das entspricht etwa 68 Minuten. Von der Zensur wurde er im September 1917 geprüft. Die Polizei Berlin belegte ihn mit einem Jugendverbot (Nr. 40977). Die Uraufführung fand im Dezember 1917 im Marmorhaus statt.